# NWA North American Tag Team Championship (post-1993 version)
L'NWA North American Tag Team Championship (post-1993 version), nato con il nome di MCW North American Tag Team Championship, è stato un titolo di wrestling promosso dalla National Wrestling Alliance (NWA).
Il titolo fu attivo dal 1998 al 2015, quando gli allora detentori del titolo lasciarono la federazione.

## Storia
Il titolo fa parte di una serie di riconoscimenti con lo stesso nome promossi dai territori della NWA.  
In seguito alla diaspora della World Championship Wrestling (WCW) la NWA decise di adottare un titolo unico con questo nome per tutti i suoi territori, come già fatto con il NWA World Tag Team Championship. Nel 1998 iniziò quindi a promuovere regolarmente il MCW North American Tag Team Championship della Music City Wrestling, considerandolo come una versione propria e rinominandolo anche in NWA North American Tag Team Championship pochi mesi più tardi. 
Nel 2015 la Main Event Pro Wrestling, federazione di appartenenza di Action Jackson e Matt Justyce, allora detentori del titolo, terminò la sua affiliazione con la NWA, continuando a riconoscere i due come detentori del MEPW Tag Team Championship, con la National Wrestling Alliance che ritirò il riconoscimento, cessando di fatto il titolo.

## Albo d'oro
| Legenda  |                                                                               |
| -------- | ----------------------------------------------------------------------------- |
| #        | Indica il numero del regno titolato                                           |
| Regno    | Viene indicato il numero del regno del campione                               |
| Data     | La data in cui il titolo è stato vinto                                        |
| Località | Indica il luogo in cui il titolo è stato vinto                                |
| Note     | Indica notizie particolari riguardanti i cambi di titolo o altre informazioni |

### MCW North American Tag Team Title (1998)
| # | Campione                      | Regno | Data        | Giorni | Località          | Evento | Note                                                                                    | Fonti |
| - | ----------------------------- | ----- | ----------- | ------ | ----------------- | ------ | --------------------------------------------------------------------------------------- | ----- |
| 1 | Speedy Gonzales e Rick Slagle | 1     | marzo 1998  | --     | Carolina del Nord | --     | I due iniziarono ad essere riconosciuti dalla NWA come generici campioni nordamericani. |       |
| — | Vacante                       | —     | luglio 1998 | —      | —                 | —      | Il titolo fu reso vacante per motivi non noti.                                          |       |

### NWA North American Tag Team Championship (1998-2015)
| #  | Campione                          | Regno | Data             | Giorni | Località                     | Evento     | Note | Fonti |
| -- | --------------------------------- | ----- | ---------------- | ------ | ---------------------------- | ---------- | --- | ----- |
| 2  | Wolfie D e Flash Flanagan         | 1     | 2 agosto 1998    | 27     | Nashville, Tennessee         | House show | Vincendo il MCW North American Tag Team Championship, che successivamente fu rinominato in NWA North American Tag Team Championship. |       |
| 3  | Steven Dunn e Reno Riggins        | 1     | 29 agosto 1998   | 160    | --                           | House show | |       |
| —  | Vacante                           | —     | 5 febbraio 1999  | —      | —                            | —          | Il titolo fu reso vacante in seguito ad un finale controverso di una difesa titolata contro Bill Dundee e Ashley Hudson.             |       |
| 4  | Steven Dunn e Reno Riggins        | 2     | 6 febbraio 1999  | 14     | --                           | House show | Vincendo uno spareggio contro Dundee e Hudson.                                                                                       |       |
| 5  | Brian Christopher e Spellbinder   | 1     | 20 febbraio 1999 | 33     | Nashville, Tennessee         | House show | |       |
| 6  | Steven Dunn e Reno Riggins        | 3     | 25 marzo 1999    | --     | Nashville, Tennessee         | House show | |       |
| —  | Vacante                           | —     | maggio 1999      | —      | —                            | —          | Dunn e Riggins resero il titolo vacante per poter puntare al NWA World Tag Team Championship.                                        |       |
| 7  | Shane Eden e Frenchy Riviera      | 1     | 5 giugno 1999    | 28     | Nashville, Tennessee         | House show | In uno spareggio per riassegnare il titolo vacante contro Christian York e Joey Matthews.                                            |       |
| 8  | Chris Michaels e Bart Sawyer      | 1     | 3 luglio 1999    | --     | Nashville, Tennessee         | House show | |       |
| —  | Vacante                           | —     | agosto 1999      | —      | —                            | —          | Il titolo fu reso vacante per motivi non noti.                                                                                       |       |
| 9  | Air Paris e Cassidy O'Reilly      | 1     | 14 agosto 1999   | 105    | Nashville, Tennessee         | House show | In uno spareggio per riassegnare il titolo vacante contro Ashley Hudson e Corey Williams.                                            |       |
| 10 | Ashley Hudson e Cory Williams     | 1     | 27 novembre 1999 | 139    | Nashville, Tennessee         | House show | |       |
| 11 | Big Bully Douglas e Air Paris (2) | 1     | 14 aprile 2000   | 140    | Hopkinsville, Kentucky       | House show | |       |
| —  | Vacante                           | —     | settembre 2000   | —      | —                            | —          | Il titolo fu reso vacante in seguito allo split dei campioni.                                                                        |       |
| 12 | Shane Eden (2) e James Storm      | 1     | 10 febbraio 2001 | --     | Nashville, Tennessee         | House show | In un torneo per riassegnare il titolo vacante.                                                                                      |       |
| —  | Disattivato                       | —     | febbraio 2001    | —      | —                            | —          | Il titolo fu temporaneamente disattivato.                                                                                            |       |
| 13 | Kevin Northcutt e John Saxon      | 1     | 14 agosto 2004   | 245    | Jackson, Mississippi         | House show | In un torneo per riattivare il titolo, sconfiggendo in finale Skeeter Frost e Sal Rinauro.                                           |       |
| 14 | Tejas e Tim Warcloud              | 1     | 16 aprile 2005   | 175    | Ponca City, Oklahoma         | House show | |       |
| 15 | Chris Escobar e Shane Falco       | 1     | 8 ottobre 2005   | 14     | Nashville, Tennessee         | House show | Sconfiggendo Warcloud e Daron Smythe, che sostituiva Tejas.                                                                          |       |
| 16 | Bad New Johnson e Drake Tungsten  | 1     | 22 ottobre 2005  | 392    | Roanoke, Virginia            | House show | |       |
| 17 | Scotty Blaze e Scotty Rocker      | 1     | 18 novembre 2006 | 267    | Danville, Virginia           | House show | |       |
| 18 | Mike Booth e Preston Quinn        | 1     | 12 agosto 2007   | 160    | Charlotte, Carolina del Nord | House show | |       |
| 19 | Paul Atlas e Brian Anthony        | 1     | 19 gennaio 2008  | 231    | Ahoskie, Carolina del Nord   | House show | |       |
| 20 | Brandon K e James Keenan          | 1     | 6 settembre 2008 | 175    | McKeesport, Pennsylvania     | House show | |       |
| 21 | Crusher Hansen e Brandon K (2)    | 1     | 28 febbraio 2009 | 42     | McKeesport, Pennsylvania     | House show | Hansen sconfisse K per ottenere il diritto di sostituire Keenan come campione.                                                       |       |
| 22 | Scottie Gash e Brandon K (3)      | 1     | 11 aprile 2009   | 406    | McKeesport, Pennsylvania     | House show | Sconfiggendo Hansen e James Ross per il titolo.                                                                                      |       |
| 23 | Ashton Amherst e James Ross       | 1     | 22 maggio 2010   | 557    | McKeesport, Pennsylvania     | House show | |       |
| —  | Vacante                           | —     | 30 novembre 2011 | —      | —                            | —          | Il titolo fu reso vacante per motivi non noti.                                                                                       |       |
| 24 | Hellcat e Rob Sweet               | 1     | 3 dicembre 2011  | 1100   | Rochester, New York          | House show | In uno spareggio per riassegnare il titolo contro Colin Delaney e Jimmy Olson                                                        |       |
| 25 | Teddy Hart e Byron Wilcott        | 1     | 7 dicembre 2014  | --     | Patterson, Louisiana         | House show | |       |
| —  | Disattivato                       | —     | maggio 2015      | —      | —                            | —          | La Main Event Pro Wrestling lasciò la NWA, riconoscendo Hart e Wilcott come detentori del MEPW Tag Team Championship.                |       |